# حبی‌گنج-۴
حبی‌گنج-۴ (به لاتین: Habiganj-4) یک منطقهٔ مسکونی در بنگلادش است که در ناحیه هبی‌گنج واقع شده‌است.